# Ревякина (деревня)
Ревя́кина — деревня в Иркутском районе Иркутской области России. Административный центр Ревякинского муниципального образования.

## География
Находится примерно в 41 км к северо-востоку от районного центра.

## Население
| 2002 | 2010 | 2011 | 2012 |
| ---- | ---- | ---- | ---- |
| 645  | ↗691 | ↗696 | ↗735 |

Гендерный состав
По данным Всероссийской переписи в 2010 году 346 мужчин и 345 женщин из 691 человек.